# 金城宗幸
金城 宗幸（かねしろ むねゆき、1987年〈昭和62年〉 - ）は、日本の漫画原作者。主な作品に『神さまの言うとおり』（別冊少年マガジン）、『ブルーロック』（週刊少年マガジン）、窪田正孝と永野芽郁主演でフジテレビ系テレビドラマにもなった『僕たちがやりました』（週刊ヤングマガジン）などがある。

## 来歴
大阪府出身、中学時代に吹奏楽部に所属。当時フジテレビで放映されていた『力の限りゴーゴゴー!!』内のコーナー「ハモネプ」にてチーム名「ダーツ」として出演。当時担当はボイスパーカッションだった。大阪府立今宮高等学校卒業（総合学科8期生）。京都精華大学マンガ学部マンガプロデュースコース卒業。大学時代に初めて描いたマンガは金城の祖母の沖縄戦の経験をもとに取材を重ねた短編作品で、金城の父が沖縄戦を語り継ぐ講演会などで今も披露しているという。
元々は漫画家を目指しており、2008年（平成20年）に『独地小学校物語』で第80回週刊少年マガジン新人漫画賞特別奨励賞を受賞。受賞したあと、少年マガジンの編集者に「連載を目指すなら画力を伸ばしてほしい」と言われ、努力したが思うようにいかず、諦めてしまった。そこから1年ほどお笑い芸人を目指していた。その後大学を卒業し、本気で何かをしないといけないと思っていた矢先に編集者から「漫画の原作者をやってみないか」と声をかけられ、もう一度漫画家を目指すことにした。2010年に『第7位』で平成22年度上半期赤塚賞佳作を受賞。2011年に『神さまの言うとおり』で原作者デビュー。
2021年、原作を担当している『ブルーロック』が第45回講談社漫画賞少年部門を受賞した。
2025年7月15日、プロデューサーの木村誠とともに、BLUE RIGHTS、GOLD GUSK、SEVENRICH GROUPの3社の共同出資による会社「キメラ倶楽部」を設立。

## 作品リスト

### 連載
- 神さまの言うとおり（作画：藤村緋二、『別冊少年マガジン』2011年3月号 - 2012年11月号）
  - 神さまの言うとおり弐（作画：藤村緋二、『週刊少年マガジン』2013年7号 - 2017年4・5合併号）
  - 神さまの言うとおり零（『マガジンポケット』2017年1月27日 - 2月17日）
- ドラゴンコレクション 竜を統べるもの（作画：芝野郷太、『週刊少年マガジン』2011年40号 ‐2012年42号）
- ビリオンドッグズ（作画：芹沢直樹、『マンガボックス』2014年1号 - 2017年8号）
- インビジブル・ジョー（作画：芥瀬良せら、『マガジンSPECIAL』2014年No.2 - 2015年No.5）
- 僕たちがやりました（作画：荒木光、『週刊ヤングマガジン』2015年19号 - 2017年8号）
- ジャガーン（作画：にしだけんすけ、『ビッグコミックスピリッツ』2017年10号 - 2021年49号[7]）
- グラシュロス（作画：藤村緋二、『週刊ヤングマガジン』2017年31号 - 2018年38号）
- ブルーロック（作画：ノ村優介、『週刊少年マガジン』2018年35号 - 連載中）
- スーパーボールガールズ（作画：平本アキラ、『ビッグコミックスペリオール』2022年21号[8] - 連載中）

### 読み切り
- 決闘者たち―明日もし君が壊れても―（作画：藤本ケンシ、『ヤングマガジン増刊 カケヒキ』No.1）[9]

### 書籍
- 『神さまの言うとおり』、作画：藤村緋二、講談社〈講談社コミックスマガジン〉2011年 - 2012年、全5巻
- 『ドラゴンコレクション 竜を統べるもの』、作画：芝野郷太、講談社〈講談社コミックス〉2011年 - 2012年、全6巻
- 『神さまの言うとおり弐』、作画：藤村緋二、講談社〈講談社コミックスマガジン〉2013年 - 2017年、全21巻
- 『ビリオンドッグズ』、作画：芹沢直樹、講談社〈講談社コミックス〉2014年 - 2017年、全4巻
- 『インビジブル・ジョー』、作画：芥瀬良せら、講談社〈講談社コミックス〉2014年 - 2015年、全3巻
- 『僕たちがやりました』、作画：荒木光、講談社〈ヤンマガKC〉2015年 - 2017年、全9巻
- 『ジャガーン』、作画：にしだけんすけ、小学館〈ビッグコミックスピリッツ〉2017年 - 2021年、全14巻
- 『グラシュロス』、作画：藤村緋二、講談社〈ヤンマガKCスペシャル〉2017年 - 2018年、全5巻
- 『ブルーロック』、作画：ノ村優介、講談社〈講談社コミックス〉2018年 - 刊行中、既刊35巻（2025年8月12日現在）
- 『スーパーボールガールズ』、作画：平本アキラ、小学館〈ビッグコミックス〉2023年 - 刊行中、既刊5巻（2025年2月28日現在）